# ガレオン (ゲイビデオ)
ガレオン（Gareon）は、かつて存在した日本のゲイビデオメーカーである。1993年に大阪府大東市で設立されたが、ガレオンは2000年頃、系列のマグマは2001年頃撤退した。レーベルには他に「ガレオン・ジュニア」もあった（1999年頃撤退）。90年代の途中、大東市から都島区に所在地変更。「Gareon」はスペイン語であり、英語（Galleon）と綴りが異なる。
SM・野郎系メーカーとして知られ、1990年代に人気を博した。洋物作品の輸入販売もしていた。

## レーベル
- ガレオン
  - 青年の肉体 - 純情青年SM調教記録
  - 地獄の雄叫び 野郎の地獄体験
  - 雷獣獅子狩り ～襲われた妄獣男～
  - 奴隷調教地獄絵図
- ガレオン・ジュニア
  - 拘禁青年団
  - 肉棒果汁
  - 最高の生贄 大阪青年残酷物語
  - 断末魔 ～ 現役少林寺部員、内臓調教